# Активная зона (фильм)
«Активная зона» — советский двухсерийный художественный фильм 1979 года, снятый режиссёром Леонидом Пчёлкиным. Премьера фильма состоялась 28 февраля 1979 года на телевидении СССР.

## Сюжет
Действие фильма происходит в 1970-х годах в одном из атомных городов СССР. События фильма разворачиваются вокруг проблем атомных станций и атомных городов СССР.
Новый партийный секретарь АЭС ведёт борьбу с руководством атомной станции, стремящимся к достижению высоких показателей в ущерб технике безопасности и нормам эксплуатации атомного реактора. Он же ставит вопрос о недопустимости небрежного отношения к человеку в угоду автоматизации производства.
В фильме показана неприглядность казённого отношения к производственным задачам и их исполнителям и высвечены преступные черты характеров отрицательных персонажей, склонных не только злоупотреблять служебным положением, но и преследовать личную выгоду на общественно значимом посту.

## В ролях
- Олег Ефремов — Евгений Дмитриевич Новиков, новый секретарь парткома АЭС
- Ростислав Плятт — Иван Аркадьевич, директор АЭС
- Игорь Горбачёв — Владимир Семёнович Зарубин, заместитель директора АЭС
- Татьяна Лаврова — Инна Берестова, секретарь-референт АЭС
- Алла Покровская — Ольга Викторовна Серебровская, старший инженер по эксплуатации АЭС
- Вячеслав Невинный — Павел Яковлевич Мостовой, заместитель директора АЭС
- Иван Соловьёв — Марк Ефимович Таратута, главный инженер АЭС
- Андрей Мягков — Артем Николаевич, секретарь обкома
- Владимир Тюкин — Пётр Карпов, начальник смены АЭС
- Валерий Шальных — Юра, работник АЭС, секретарь комсомольской организации АЭС
- Григорий Острин — Полуянович, начальник блока АЭС
- Евгения Пчёлкина — вахтерша

## Технические данные
- Производство: Творческое объединение «Экран»
- 2-серийный, телевизионный художественный фильм, цветной
- Оригинальный язык: русский
- Продолжительность: 150 мин.

## Место съемок
Съёмки фильма проходили в городе Протвино (Московская область).
Внешний вид и машинный зал атомной станции сняты на Ленинградской АЭС.